# Amédée Fengarol
 (juin 2024).
Amédée Fengarol, né le 30 mars 1905 à Capesterre-Belle-Eau (Guadeloupe) et mort le 11 janvier 1951 à Pointe-à-Pitre (Guadeloupe), est un homme politique français.

## Biographie

### Famille et formation
Amédée Fengarol grandit à Pointe-à-Pitre et fait ses études au lycée Carnot. Il commence sa carrière d'instituteur en 1926 et exerce son métier dans les différentes îles de la Guadeloupe. Il s'inscrit au syndicat national des instituteurs, dont il devient le secrétaire général en Guadeloupe.

### Carrière politique
Influencé par l'action du député socialiste Hégésippe Jean Légitimus, Amédée Fengarol se rapproche ensuite des idées marxistes et participe à la fondation du Parti communiste guadeloupéen, composante locale du PCF. Opposant au régime de Vichy représenté par le gouverneur Constant Sorin, il rejoint la Résistance, fondée par Paul Valentino et part à la Dominique avant de rentrer définitivement lors de la Libération en 1943.
Proche d'Aimé Césaire, Rosan Girard, Gerty Archimède et Henri Bangou, il participe comme conseiller général à la transformation de la mutualité en sécurité sociale en Guadeloupe après la guerre.

### Des doutes sur les conditions de sa mort
Le 11 janvier 1951, Amédée Fengarol (âgé de 45 ans) s'écroule dans la rue le jour même de son élection à la tête de la mairie de Pointe-à-Pitre contre son opposant socaliste Paul Valentino,. La mémoire communiste veut qu'il soit mort, supposément assassiné, dans un contexte d'anticommunisme inspiré du maccarthysme sur le continent américain. 
Il semble cependant qu'il soit mort d'une toute autre raison,. Malgré l'enquête réalisée à son décès, aucune hypothèse quant aux auteurs n'a pu être vérifiée,.
Son nom reste associé à celui d'André Aliker, autre figure du communisme antillais, assassiné en 1934 en Martinique.
Amédée Fengarol est resté populaire auprès des Guadeloupéens : de nombreuses rues, squares et écoles perpétuent sa mémoire. Il est le grand-père d'Harry Durimel, avocat et chef de file du parti des Verts en Guadeloupe, élu maire de Pointe-à-Pitre lors des élections de 2020.